# Alexander Perceval
Pour les articles homonymes, voir Perceval (homonymie).
Le colonel Alexander Perceval (1787 - 9 décembre 1858) est un homme politique irlandais.

## Biographie
Il est l'aîné des fils survivants du révérend Philip Perceval de Temple House, Ballymote, Sligo. Il succède à son père en 1800 .
Il siège à la Chambre des communes pour le comté de Sligo de 1831 à 1841, lorsque ses difficultés financières grandissantes l'obligent à démissionner de son siège. Il sert brièvement comme Lord junior du Trésor dans le second gouvernement de Robert Peel (1841). Il est sergent d'armes à la Chambre des lords de 1841 jusqu'à sa mort .
Il meurt à Chester Street, Londres, le 9 décembre 1858 et est enterré au Cimetière de West Norwood. Il épouse Jane Anne, fille du colonel Henry Peisley L'Estrange de Moystown, Cloghan, comté de King et a une famille nombreuse. En raison de son extravagance, Temple House a dû être vendu, mais a été racheté pour la famille par son troisième fils, également nommé Alexandre (1821-1866).